# Safaa Fathy
Safaa Fathy  là một nhà thơ Ai Cập, nhà làm phim tài liệu, nhà viết kịch và viết luận. Cô nổi tiếng với bộ phim Derrida's Elsewhere, một bộ phim tài liệu tập trung vào cuộc sống và khái niệm của nhà triết học gây tranh cãi Jacques Derrida.

## Tiểu sử và sự nghiệp
Fathy được sinh ra ở Minya, Ai Cập vào ngày 17 tháng 7 năm 1958. Cô học văn học Anh tại Cairo. Fathy tham gia vào phong trào sinh viên ở Ai Cập nhưng sau đó rời đất nước và định cư tại Paris vào năm 1981. Năm 1987, bà là trợ lý giám đốc tại Nhà hát Deutsches ở Đông Berlin. Fathy đã làm việc với Heiner Muller vào năm 1990. Cô hoàn thành luận án tiến sĩ tại Sorbonne năm 1993; luận án của cô về Bertolt Brecht. Trước khi trở thành một nhà làm phim, Fathy từng làm giám đốc sân khấu.
Hiện tại cô là giám đốc chương trình tại Trường Cao đẳng Triết học Quốc tế Paris.

## Thơ

### Tuyển tậpRevolution, a wall we cross, tuyển tập bằng tiếng Ả Rập
- A name to the sea
- Al Haschiche (ISBN 9789689246138, một cuốn sách thơ đi kèm với phim thơ, Hidden Valley) song ngữ Tây Ban Nha-Pháp, Ediciones sin nombre, Mexico
- ...où ne pas naître, tuyển  tập song ngữ bằng tiếng Ả Rập và tiếng Pháp
- Little Wooden Dolls

### Sách
- Ma langue est mon territoire, tuyển tập Folies d'encre, Eden, Paris
- Anthology of Contemporary Arab Women Poets

## Phim ảnh chọn lọc

### Phim tài liệu
- Mohammad sauvé des eaux (Mohammad Saved from the Waters), TS production, Paris
- Dardasha Socotra, UNESCO, government of Yemen.
- D'ailleurs, Derrida, Arte, France
- Maxime Rodinson: l'Athée des Dieux (Maxime Rodinson, Atheist of the Gods), France
- Ghazeia, danseuses d'Egypte Lưu trữ ngày 25 tháng 2 năm 2016 tại Wayback Machine (Ghazeia, Egyptian Dancers), Canal plus, France
- Hidden Faces

### Viển tưởng
- Nom à la mer, film-poem, text Safaa Fathy, read by Jacques Derrida
- Silence, short fiction, Mention spéciale du Jury, Rencontres de Digne-les-Bains 1997, prime à la qualité CNC
- Doisneau

## Nhà hát
Ordalie; Terreur (2004, ISBN 9782872823796)

## Sách
- Tourner les mots với Jacques Derrida

## Tiểu luận và các bài viết khác

### Triết học và chính trị
- L'aporie of lui   in Derrida à Coimbra. Palimage Editores, Coimbra, Portugal. 2006
- Un(e) spectre nommé(e) « avenir » in Cahiers de l'Herne on Jacques Derrida. 2005
- Derrida, metteur en scène ou acteur Lưu trữ ngày 3 tháng 3 năm 2016 tại Wayback Machine Magazine Littéraire, N° 430. 2004
- Transparence du Halal, transgression du Haram Vacarme, 2002

### Thơ ca, phim, điện ảnh
- hôra/Luz y desierto.Revelación de lo oscuro Lưu trữ ngày 3 tháng 3 năm 2016 tại Wayback Machine (Spanish, 2010)
- Hisser les voiles: Odyssée féminine à travers la Méditerranée. Microfisuras, 1999*
- Dissidences et dissonances. Cartographie d'une poésie égyptienne. Almadraba (revue), Seville. 1998
- Exil, in Pour Rushdie, La Découverte, Paris. 1993